# Dimensões extras
Na Física, dimensões extras são propostas adicionais para dimensões de espaço de tempo além do (3 + 1) típico do espaço-tempo observado, como as primeiras tentativas baseadas na Teoria de Kaluza–Klein.